# Drymaria johnstonii
Drymaria johnstonii är en nejlikväxtart som beskrevs av Ira Loren Wiggins. Drymaria johnstonii ingår i släktet Drymaria och familjen nejlikväxter. Inga underarter finns listade i Catalogue of Life.